# Большерыбушкинский сельсовет
Большерыбушкинский сельсове́т — сельское поселение в составе Краснооктябрьского района Нижегородской области. Административный центр — село Большое Рыбушкино.

## История
Статус и границы сельского поселения установлены Законом Нижегородской области от 15 июня 2004 года № 60-З «О наделении муниципальных образований - городов, рабочих посёлков и сельсоветов Нижегородской области статусом городского, сельского поселения».

## Население
| 2002  | 2010  | 2012  | 2013  | 2014  | 2015  | 2016  |
| ----- | ----- | ----- | ----- | ----- | ----- | ----- |
| 2667  | ↘2666 | ↘2564 | ↘2506 | ↘2468 | ↘2416 | ↘2367 |
| 2017  | 2018  | 2019  | 2020  | 2021  |       |       |
| ↘2332 | ↘2298 | ↘2220 | ↘2211 | ↗2226 |       |       |

## Состав сельского поселения
| № | Населённый пункт  | Тип населённого пункта       | Население |
| - | ----------------- | ---------------------------- | --------- |
| 1 | Большое Рыбушкино | село, административный центр | ↗1788     |
| 2 | Малое Рыбушкино   | село                         | ↘878      |